# Episodi di Being Human (serie televisiva 2011) (seconda stagione)
La seconda stagione della serie televisiva Being Human, composta da 13 episodi, è stata trasmessa negli Stati Uniti sul canale via cavo Syfy dal 16 gennaio al 9 aprile 2012.
In Italia la stagione è stata trasmessa dal 4 aprile al 20 giugno 2012 sul canale satellitare AXN Sci-Fi.
Gli antagonisti principali sono la Madre. e il Mietitore.
| nº | Titolo originale                        | Titolo italiano            | Prima TV USA     | Prima TV Italia |
| -- | --------------------------------------- | -------------------------- | ---------------- | --------------- |
| 1  | Turn This Mother Out                    | La strada per la libertà   | 16 gennaio 2012  | 4 aprile 2012   |
| 2  | Do You Really Want to Hurt Me?          | Scelte difficili           | 23 gennaio 2012  | 4 aprile 2012   |
| 3  | All Out of Blood                        | Desiderio di cambiare vita | 30 gennaio 2012  | 11 aprile 2012  |
| 4  | (I Loathe You) For Sentimental Reasons  | Le ragioni del cuore       | 6 febbraio 2012  | 18 aprile 2012  |
| 5  | Addicted to Love                        | Drogato d'amore            | 13 febbraio 2012 | 25 aprile 2012  |
| 6  | Mama Said There'd Be Decades Like These | Una guerra senza tregua    | 20 febbraio 2012 | 2 maggio 2012   |
| 7  | The Ties That Blind                     | Ciò che ci unisce          | 27 febbraio 2012 | 9 maggio 2012   |
| 8  | I've Got You Under My Skin              | La doppia vendetta         | 5 marzo 2012     | 16 maggio 2012  |
| 9  | When I Think About You I Shred Myself   | Abbandonata                | 12 marzo 2012    | 23 maggio 2012  |
| 10 | Dream Reaper                            | Una trappola della mente   | 19 marzo 2012    | 30 maggio 2012  |
| 11 | Don't Fear the Scott                    | Il prezzo della libertà    | 26 marzo 2012    | 6 giugno 2012   |
| 12 | Partial Eclipse of the Heart            | Eclissi parziale di cuore  | 2 aprile 2012    | 13 giugno 2012  |
| 13 | It's My Party and I'll Die If I Want To | Ognuno ha il suo destino   | 9 aprile 2012    | 20 giugno 2012  |